# حسام عبده
حسام محمد بلال عبده (مواليد 24 فبراير 1990) فلسطيني من منطقة المصاحية في نابلس الذي كان في سن المراهقة في صدر عناوين الصحف الدولية في 24 مارس 2004 عندما دخل حاجز حوارة في الضفة الغربية مع ثمانية كيلوغرام (18 رطل) من المتفجرات مربوطة بجسمه في إطار محاولة انتحارية.

## الحادث
عبده الذي يبلغ من العمر 16 عاما اقترب من نقطة التفتيش نحو الجنود وهو حامل 8 كيلوغرام (18 رطل) من المتفجرات على سترة مع مفتاح التنشيط في يديه. عندما لاحظ الجنود الإسرائيليون شيئا مريبا حول الصبي وجهوا أسلحتهم إليه وأصبح مروعا ورفعوا ذراعيه دون تفجير الحزام. ثم أمر لرفع قميصه واكتشف حزام المتفجرات. بعد أن أمر جميع الناس بالسلامة تم إرسال روبوت متخصص للتخلص من القنابل مع مقصين حتى يتمكن من قطع المتفجرات في حين أن جميع الجنود يقولون أنه لا يريد أن يموت. ثم تم تفتيشه للبحث عن المزيد من القنابل ولكن لم يتم العثور على أي قنبلة وانفجرت القنبلة التي التقطت من سترة عبده في وقت لاحق في منطقة آمنة. أشار الضابط القائد على الحاجز إلى أنه من الممكن أن يحاول الصبي تنشيط الحزام المتفجر ولكنه «لم ينجح».
ذكرت وسائل الإعلام أن عبده قال أنه عرض عليه 100 شيكل ووعد بالحور العين في الجنة وأضافت قوات الأمن الإسرائيلية أنه في التحقيق تبين أن عبده لا يحظى بشعبية بين زملائه الطلاب وأن أصدقائه يسخرون منه. أعلن الجناح العسكري لحركة فتح كتائب شهداء الأقصى من مخيم بلاطة للاجئين في نابلس مسؤوليته عن إرسال الصبي.
ردا على سؤال من التلفزيون الإسرائيلي قال عبده «بسبب الشعب». عندما تكرر ذلك إليه في شكل سؤال أجاب: «إنهم لا يحبونني». ثم سأله أحد الصحفيين إذا فكر أيضا في الجنة. نقلت صحيفة جيروساليم بوست عن حسام قوله أن معالجيه قالوا له أن تفجير نفسه هو الفرصة الوحيدة التي كان سيحصل عليها عند ممارسة الجنس مع 72 عذراء في جنة عدن.
ذكرت صحيفة ذا أيج الأسترالية أن حسام قال في مقابلة أنه بعد سنوات من البلطجة من قبل زملاء الدراسة أراد الوصول إلى الجنة التي تعلمها في التعاليم الإسلامية.

## المقابلات
في يوليو 2004 سمح لهيئة الإذاعة البريطانية بإجراء مقابلة مع عبده في سجن إسرائيلي حيث قام بتفصيل مسار البعثة. قال أنه تم تجنيده من قبل صديقه وزميله ناصر البالغ من العمر 16 عاما الذي اقترب منه يسأل عبده إذا كان سيجده مفجر شهيد وأجاب عبده أنه سوف يفعل ذلك. ثم نقل عبده إلى وائل وهو عضو في كتائب شهداء الأقصى البالغ من العمر 21 عاما والذي نقله إلى مسلح ثالث الذي وضع حزام التفجيرات على الصبي وأخذ كلاهما صوره. وصف عبده مشاعره تجاه الناس الذين أرسلوه طبيعيا وأشاروا إلى أن أحدهم أيضا في السجن وأنهم أصدقاء. لدى سؤاله عن أسباب الهجوم قال عبده أنه بسبب مقتل صديقه وأيضا لأنه يريد أن يعفى من المدرسة.
في الفيلم الوثائقي صنع الشهيد تمت مقابلة عبده بعد عام ونصف من محاولته التفجير الانتحاري. أعرب عن عدم ندمه ويبدو أنه أقرب إلى الإرهابيين الذين سجن معهم. أعرب عن أسفه لعدم وقوعه في الانفجار وتذكر محاولته الفاشلة بفرح قائلا: «عندما دفعوني إلى الحاجز كنت أضحك وأقفز».

## تقرير الأسرة
قالت تمام والدة عبده: «إنه طفل صغير لا يستطيع أن يعتني بنفسه فهو عمره 16 عاما فقط ولم يكن لديه طفولة سعيدة ولم ير شيئا في الحياة وإذا كان عمره أكثر من 18 عاما كان من الممكن أن أشجعه على القيام بذلك ولكن من المستحيل على الطفل في سنه أن يفعل ذلك». وصفت وسائل الإعلام الإسرائيلية عبده بأنه صبي معاق عقليا في حين أن شقيقه حسني قال أن عبده لديه ذكاء طفل عمره 12 عاما. انتقدت أسرته الجيش الإسرائيلي لتجنيد الصبي أمام الصحفيين الدوليين. قال خليل عم عبده أنه إذا اكتشف من أرسل ابن أخيه كمفجر انتحاري فإنه سيقتل بكل سرور.

## التغطية الإعلامية
قصة عبده وظاهرة التفجير الانتحاري للطفل في الأراضي الفلسطينية تم ذكرها في الفيلم الوثائقي الحائز على جائزة صنع الشهيد من قبل بروك غولدشتاين وأليستير ليلاند.
قام بيار ريهوف بإجراء مقابلات مع حسام لصنع فيلمه الوثائقي قاتلون انتحاريون حيث يدرس رحوف علم النفس النفسي وراء الإرهاب الإسلامي ولماذا بعض الآباء المسلمين مستعدون لتقديم أطفالهم كشهداء.
بحسب شفيق مصلحة وهو طبيب نفسي سريري يدرس في برنامج التعليم بجامعة تل أبيب فإن 15٪ من الأطفال الفلسطينيين يحلمون بأن يصبحوا انتحاريين. وفقا لإياد سراج الطبيب النفسي الفلسطيني ومدير برنامج الصحة النفسية في غزة فإن مجموعته وجدت أن 36٪ من الفلسطينيين الذين تجاوزوا 12 عاما كانوا يتطلعون إلى الوفاة كشهداء يقاتلون إسرائيل.

## الروابط الخارجية

### الوسائط المتعددة - الفيديو
- "The Making of a Martyr" on AOL نسخة محفوظة 16 فبراير 2007 على موقع واي باك مشين., (Trailer Video نسخة محفوظة 3 مارس 2016 على موقع واي باك مشين.)
- Making of a Martyr on 'CNN The Situation Room' (hosted on youtube), سي إن إن، retrieved on: 20.1.2008.

### أخرى
- 'IDF apprehends 14-year-old suicide bomber' By Amos Harel and Arnon Regular, هاآرتس، retrieved on: 20.1.2008.